# La forma dell'acqua - The Shape of Water
La forma dell'acqua - The Shape of Water (The Shape of Water) è un film del 2017 diretto da Guillermo del Toro.
Il regista ne ha anche scritto il soggetto, la sceneggiatura con Vanessa Taylor, e ne è stato il produttore con J. Miles Dale.
Il film ha vinto il Leone d'oro al miglior film alla 74ª Mostra internazionale d'arte cinematografica di Venezia e si è aggiudicato quattro premi Oscar, su tredici candidature ricevute, vincendo il premio per il miglior film, il miglior regista, la migliore scenografia e la migliore colonna sonora.

## Trama
Baltimora, 1962. In piena Guerra fredda Elisa Esposito, ex orfana affetta da mutismo ritrovata sulla riva di un fiume con delle cicatrici sul collo, lavora come addetta alle pulizie in un laboratorio governativo dove avvengono sperimentazioni a scopi militari; i suoi unici amici sono la collega afroamericana, Zelda Delilah Fuller, e il suo coinquilino, il pittore Giles, coi quali condivide una vita di solitudine ed emarginazione. 
Un giorno, al laboratorio, viene portata una creatura anfibia dall'aspetto umanoide catturata in un villaggio amazzonico, dove era oggetto di venerazione dagli indigeni locali, e sulla quale il violento colonnello Strickland, responsabile della struttura, conduce crudeli esperimenti. Quando poi, in seguito a un incidente nel laboratorio, Elisa, chiamata a ripulire con Zelda, vede la creatura ne rimane affascinata e inizia a farle visita di nascosto, portandole cibo e musica, ballando per lei e insegnandole a comunicare con la lingua dei segni americana. La creatura, nonostante il comportamento istintivo e l'aspetto insolito, si dimostra molto intelligente e curiosa.
Quando poi Elisa scopre che, al fine di studiarne l'apparato respiratorio, Strickland vuole vivisezionare la creatura, lei, Giles, Zelda e lo scienziato Bob Hoffstetler, che in realtà è una spia del KGB in incognito di nome Dimitri, la portano fuori dal laboratorio e, grazie ai consigli dello scienziato, riesce a tenerlo in vita, ospitandolo a casa sua nella vasca da bagno. È così che tra i due nasce un vero e proprio rapporto amoroso e l'essere dà dimostrazione di possedere degli straordinari poteri curativi. 
Nel frattempo, Strickland, messo sotto pressione dai suoi superiori, inizia a pedinare Hoffstetler e così, quando questi, durante un incontro con i suoi capi, viene colpito dagli stessi, Strickland uccide i due e tortura Hoffstetler che confessa l'implicazione di Elisa e Zelda. Strickland lo abbandona morente e si reca, quindi, a casa di Zelda, dove il marito gli rivela che la creatura si trova a casa di Elisa.
Avvisati da Zelda, Elisa e Giles si recano al canale per liberare l'uomo anfibio, ma Strickland li raggiunge, colpisce Giles e poi spara a Elisa e alla creatura. La creatura riesce ad autoguarirsi completamente e, dopo aver ucciso Strickland, saluta Giles e prende dalle sue braccia Elisa, portandola con sé nel canale. Attraverso i suoi poteri, la creatura avvolge Elisa che diventa anfibia, ora che le sue cicatrici sul collo sono diventate branchie. In tal modo ella potrà vivere per sempre insieme al suo amato.

## Produzione

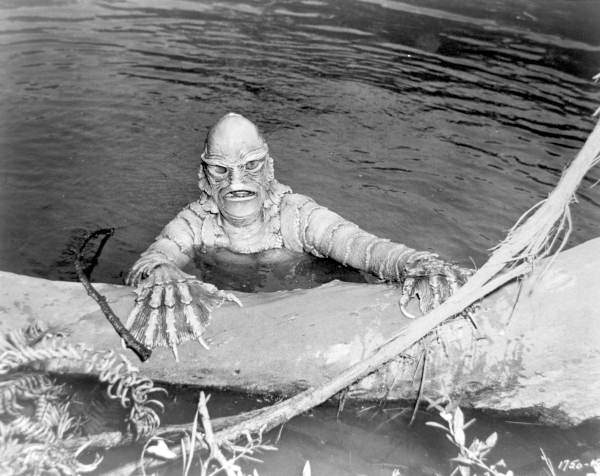
Il Mostro della laguna nera, al quale Del Toro si è ispirato per il film.

L'idea per il film si formò tra Guillermo del Toro e Daniel Kraus nel 2011, con il quale, in seguito, collaborò alla scrittura del romanzo Trollhunters. La pellicola ha affinità con il cortometraggio The Space Between Us del 2015 e con il romanzo di Rachel Ingalls Mrs. Caliban. Del Toro rimase affascinato durante l'infanzia da Il mostro della laguna nera di Jack Arnold e il regista spiegò che questo progetto è il finale che ha immaginato per Gill-Man e Kay.
Quando del Toro era in trattative con la Universal per girare un remake de Il mostro della laguna nera, chiese di poter girare la pellicola dal punto di vista della creatura, in cui essa finiva con la protagonista femminile, ma la casa di produzione rigettò l'idea. Lo scenografo Paul D. Austerberry rivelò, inoltre, che l'idea originale del regista era di realizzare la pellicola in bianco e nero, ma poi gli fu offerto un budget più alto per realizzarlo a colori.
Il 17 marzo 2016 l'Hollywood Reporter annunciò il progetto: un thriller scritto, diretto e prodotto da Guillermo del Toro, con Octavia Spencer tra i protagonisti e ambientato nel periodo della guerra fredda. Il budget del film fu di 19,5 milioni di dollari e le riprese iniziarono a metà agosto 2016 a Toronto, terminando poi il 6 novembre dello stesso anno.

## Colonna sonora
Nel dicembre 2016, venne annunciato che la colonna sonora sarebbe stata composta da Alexandre Desplat.

## Promozione
Il primo trailer del film venne diffuso il 19 luglio 2017.

## Distribuzione
Il film fu selezionato in concorso alla 74ª Mostra internazionale d'arte cinematografica di Venezia, dove fu proiettato il 31 agosto 2017.
La pellicola fu distribuita nelle sale cinematografiche statunitensi a partire dall'8 dicembre 2017, mentre in Italia dal 14 febbraio 2018.

### Edizione italiana
L'edizione italiana del film è stata curata dalla 20th Century Fox Italia con la direzione del doppiaggio e l'adattamento dei dialoghi curati da Flavio De Flaviis assistito da Francesca Lastella. Il doppiaggio italiano e la sonorizzazione della pellicola, invece, sono stati eseguiti dalla CDC Sefit Group.

## Accoglienza

### Incassi
Negli Stati Uniti il film ebbe inizialmente una distribuzione limitata, con un incasso di 4,6 milioni di dollari; successivamente, a partire dal 22 dicembre, fu distribuito in tutto il territorio statunitense, incassando 3,1 milioni di dollari nei primi tre giorni.
La pellicola si posizionò al quarto posto del botteghino italiano nel suo primo weekend di programmazione, con un incasso di 1,8 milioni di euro. Nel quarto fine settimana nelle sale italiane, dall'8 all'11 marzo, in seguito alle vittorie agli Oscar del 2018, si posizionò al primo posto con un incasso di 1,4 milioni di euro, segnando una crescita del 79% rispetto alla settimana precedente.
Il film ha incassato 63859435 $ in Nord America e 131384029 $ nel resto del mondo, per un incasso totale di 195243464 $.

### Critica
Sul sito Rotten Tomatoes, il film ottiene il 92% delle recensioni professionali positive, basate su 465 recensioni, con un voto medio di 8,3 su 10, mentre su Metacritic ottiene un punteggio di 87 su 100 basato su 53 recensioni. La pellicola è stata inclusa nella classifica dei 25 migliori film dell'anno dalla rivista Sight & Sound, posizionandosi al sedicesimo posto. Peter Debruge di Variety posiziona il lungometraggio al settimo posto dei più belli del 2017. Il sito Rotten Tomatoes posiziona la pellicola al ventesimo posto dei migliori film dell'anno.

## Riconoscimenti
- 2018 - Premio Oscar[2][26]
  - Miglior film a Guillermo del Toro e J. Miles Dale
  - Miglior regista a Guillermo del Toro
  - Migliore scenografia a Paul D. Austerberry, Jeff Melvin e Shane Vieau
  - Migliore colonna sonora a Alexandre Desplat
  - Candidatura per la miglior attrice a Sally Hawkins
  - Candidatura per il miglior attore non protagonista a Richard Jenkins
  - Candidatura per la miglior attrice non protagonista a Octavia Spencer
  - Candidatura per la migliore sceneggiatura originale a Guillermo del Toro e Vanessa Taylor
  - Candidatura per la migliore fotografia a Dan Laustsen
  - Candidatura per il miglior montaggio a Sidney Wolinsky
  - Candidatura per il miglior montaggio sonoro a Nathan Robitaille e Nelson Ferreira
  - Candidatura per il miglior sonoro a Christian Cooke, Brad Zoern e Glen Gauthier
  - Candidatura per i migliori costumi a Luis Sequeira
- 2018 - Golden Globe[27][28]
  - Miglior regista a Guillermo del Toro
  - Migliore colonna sonora originale ad Alexandre Desplat
  - Candidatura per il miglior film drammatico
  - Candidatura per la migliore attrice in un film drammatico a Sally Hawkins
  - Candidatura per la migliore attrice non protagonista a Octavia Spencer
  - Candidatura per il miglior attore non protagonista a Richard Jenkins
  - Candidatura per la migliore sceneggiatura a Guillermo del Toro e Vanessa Taylor
- 2018 - British Academy Film Awards[29][30]
  - Miglior regista a Guillermo del Toro
  - Migliore scenografia a Paul D. Austerberry, Jeff Melvin e Shane Vieau
  - Migliore colonna sonora ad Alexandre Desplat
  - Candidatura per il miglior film
  - Candidatura per la migliore sceneggiatura originale a Guillermo del Toro e Vanessa Taylor
  - Candidatura per la migliore attrice protagonista a Sally Hawkins
  - Candidatura per la migliore attrice non protagonista a Octavia Spencer
  - Candidatura per la migliore fotografia a Dan Laustsen
  - Candidatura per il miglior montaggio a Sidney Wolinsky
  - Candidatura per i migliori costumi a Luis Sequeira
  - Candidatura per il miglior sonoro a Christian Cooke, Glen Gauthier, Nathan Robitaille e Brad Zoern
  - Candidatura per i migliori effetti speciali a Dennis Berardi, Trey Harrell e Kevin Scott
- 2018 - Screen Actors Guild Award[31]
  - Candidatura per la migliore attrice a Sally Hawkins
  - Candidatura per il miglior attore non protagonista a Richard Jenkins
- 2017 - Mostra internazionale d'arte cinematografica di Venezia[1]
  - Leone d'oro al miglior film
  - Premio Future Film Festival Digital Award
  - Premio C. Smithers Foundation – CICT-UNESCO
  - Premio Soundtrack Stars ad Alexandre Desplat
- 2017 - American Film Institute[32]
  - Migliori dieci film dell'anno
- 2017 - Boston Society of Film Critics[33][34]
  - Miglior attrice a Sally Hawkins
  - Secondo miglior film
  - Secondo miglior regista a Guillermo del Toro
  - Seconda miglior colonna sonora ad Alexandre Desplat
- 2017 - Chicago Film Critics Association[35]
  - Candidatura per il miglior film
  - Candidatura per il miglior regista a Guillermo del Toro
  - Candidatura per la miglior attrice a Sally Hawkins
  - Candidatura per la miglior sceneggiatura originale a Guillermo del Toro e Vanessa Taylor
  - Candidatura per la miglior fotografia a Dan Laustsen
  - Candidatura per la miglior colonna sonora originale ad Alexandre Desplat
  - Candidatura per la migliore scenografia
- 2017 - Dallas-Fort Worth Film Critics Association[36]
  - Miglior film
  - Miglior regista a Guillermo del Toro
  - Miglior attrice a Sally Hawkins
  - Migliore fotografia a Dan Laustsen
  - Miglior colonna sonora originale ad Alexandre Desplat
  - Candidatura per il miglior attore non protagonista a Richard Jenkins
  - Candidatura per la miglior attrice non protagonista a Octavia Spencer
  - Candidatura per la miglior sceneggiatura originale a Guillermo del Toro e Vanessa Taylor
- 2017 - Detroit Film Critics Society[37]
  - Candidatura per il miglior film
  - Candidatura per il miglior regista a Guillermo del Toro
  - Candidatura per la miglior attrice a Sally Hawkins
  - Candidatura per il miglior attore non protagonista a Richard Jenkins
  - Candidatura per la miglior sceneggiatura originale a Guillermo del Toro e Vanessa Taylor
  - Candidatura per la miglior colonna sonora
- 2017 - Florida Film Critics Circle[38]
  - Candidatura per il miglior film
  - Candidatura per il miglior regista a Guillermo del Toro
  - Candidatura per la miglior attrice a Sally Hawkins
  - Candidatura per la miglior sceneggiatura originale a Guillermo del Toro e Vanessa Taylor
  - Candidatura per il miglior cast
  - Candidatura per la miglior fotografia a Dan Laustsen
  - Candidatura per i migliori effetti visivi
  - Candidatura per la miglior scenografia
  - Candidatura per la miglior colonna sonora originale ad Alexandre Desplat
- 2017 - San Diego Film Critics Society Awards[39][40]
  - Migliore scenografia a Paul D. Austerberry
  - Body of Work a Michael Stuhlbarg
  - Candidatura per il miglior regista a Guillermo del Toro
  - Candidatura per il miglior montaggio a Sidney Wolinsky
  - Candidatura per la miglior fotografia a Dan Laustsen
  - Candidatura per i migliori effetti visivi
  - Candidatura per i migliori costumi a Luis Sequeira
  - Candidatura per la miglior colonna sonora
- 2017 - Los Angeles Film Critics Association[41]
  - Miglior regista a Guillermo del Toro
  - Miglior attrice a Sally Hawkins
  - Migliore fotografia a Dan Laustsen
  - Seconda miglior colonna sonora ad Alexandre Desplat
  - Seconda miglior scenografia a Paul D. Austerberry
- 2017 - Women Film Critics Circle[42]
  - Candidatura per la miglior attrice a Sally Hawkins
  - Candidatura per la miglior coppia
  - Candidatura per la miglior eroina femminile

- 2017 - San Francisco Film Critics Circle[43]
  - Miglior regista a Guillermo del Toro
  - Miglior scenografia a Paul D. Austerberry
  - Candidatura per il miglior film
  - Candidatura per la miglior attrice a Sally Hawkins
  - Candidatura per il miglior attore non protagonista a Richard Jenkins
  - Candidatura per la miglior sceneggiatura originale a Guillermo del Toro e Vanessa Taylor
  - Candidatura per la miglior fotografia a Dan Laustsen
  - Candidatura per la miglior colonna sonora ad Alexandre Desplat
  - Candidatura per il miglior montaggio a Sidney Wolinsky
- 2017 - St. Louis Film Critics Association Awards[44][45]
  - Miglior film
  - Miglior regista a Guillermo del Toro
  - Miglior attore non protagonista a Richard Jenkins
  - Miglior sceneggiatura originale a Guillermo del Toro e Vanessa Taylor
  - Miglior scenografia a Paul D. Austerberry
  - Seconda miglior attrice per Sally Hawkins
  - Secondo miglior montaggio a Sidney Wolinsky
  - Secondi migliori effetti visivi
  - Candidatura per il miglior attore non protagonista a Michael Shannon
  - Candidatura per la miglior attrice non protagonista a Octavia Spencer
  - Candidatura per la miglior fotografia a Dan Laustsen
  - Candidatura per la miglior colonna sonora ad Alexandre Desplat
- 2017 - Washington D.C. Area Film Critics Association[46]
  - Candidatura per il miglior regista a Guillermo del Toro
  - Candidatura per la miglior attrice a Sally Hawkins
  - Candidatura per la miglior sceneggiatura originale a Guillermo del Toro e Vanessa Taylor
  - Candidatura per la miglior scenografia a Paul D. Austerberry, Shane Vieau e Jeff Melvin
  - Candidatura per la miglior fotografia a Dan Laustsen
  - Candidatura per il miglior montaggio a Sidney Wolinsky
  - Candidatura per la miglior colonna sonora ad Alexandre Desplat
- 2018 - AACTA Award[47]
  - Candidatura per il miglior film
  - Candidatura per il miglior regista a Guillermo del Toro
  - Candidatura per la miglior attrice a Sally Hawkins
- 2018 - Critics' Choice Awards[48][49]
  - Miglior film
  - Miglior regista a Guillermo del Toro
  - Miglior scenografia a Paul D. Austerberry, Shane Vieau e Jeff Melvin
  - Miglior colonna sonora ad Alexandre Desplat
  - Candidatura per la miglior attrice a Sally Hawkins
  - Candidatura per il miglior attore non protagonista a Richard Jenkins
  - Candidatura per la miglior attrice non protagonista a Octavia Spencer
  - Candidatura per la miglior sceneggiatura originale a Guillermo del Toro e Vanessa Taylor
  - Candidatura per la miglior fotografia a Dan Laustsen
  - Candidatura per il miglior montaggio a Sidney Wolinsky
  - Candidatura per i migliori costumi a Luis Sequeira
  - Candidatura per il miglior trucco e acconciature
  - Candidatura per i migliori effetti visivi
  - Candidatura per il miglior film sci-fi/horror
- 2018 -Directors Guild of America Award[50][51]
  - Miglior regista a Guillermo del Toro
- 2018 - Houston Film Critics Society[52]
  - Candidatura per il miglior film
  - Candidatura per il miglior regista a Guillermo del Toro
  - Candidatura per la miglior attrice a Sally Hawkins
  - Candidatura per il miglior attore non protagonista a Richard Jenkins
  - Candidatura per la miglior attrice non protagonista a Octavia Spencer
  - Candidatura per la miglior fotografia a Dan Laustsen
  - Candidatura per la miglior colonna sonora originale ad Alexandre Desplat
  - Candidatura per i migliori effetti visivi
- 2018 - London Film Critics' Circle[53]
  - Candidatura per il film dell'anno
  - Candidatura per il regista dell'anno a Guillermo del Toro
  - Candidatura per l'attrice protagonista dell'anno a Sally Hawkins
  - Candidatura per l'attrice britannica/irlandese dell'anno a Sally Hawkins
- 2018 - Writers Guild of America Award[54]
  - Candidatura per la miglior sceneggiatura originale a Guillermo del Toro e Vanessa Taylor
- 2018 - Satellite Award[55][56]
  - Migliore attrice a Sally Hawkins
  - Migliore scenografia a Paul D. Austerberry
  - Candidatura per il miglior film
  - Candidatura per il miglior attore non protagonista a Michael Shannon
  - Candidatura per il miglior regista a Guillermo del Toro
  - Candidatura per la migliore sceneggiatura originale a Guillermo del Toro e Vanessa Taylor
  - Candidatura per la migliore fotografia a Dan Laustsen
  - Candidatura per la miglior colonna sonora originale ad Alexandre Desplat
  - Candidatura per i migliori effetti visivi
  - Candidatura per il miglior montaggio a Sidney Wolinsky
- 2018 - Saturn Award[57][58]
  - Miglior film fantasy
  - Candidatura per la miglior attrice a Sally Hawkins
  - Candidatura per il miglior attrice non protagonista a Octavia Spencer
  - Candidatura per la miglior regia a Guillermo del Toro
  - Candidatura per la miglior sceneggiatura a Guillermo del Toro e Vanessa Taylor
  - Candidatura per il miglior montaggio a Sidney Wolinsky
  - Candidatura per la miglior scenografia a Paul Denham Austerberry
  - Candidatura per la miglior colonna sonora ad Alexandre Desplat
  - Candidatura per il miglior trucco a Mike Hill e Shane Mahan
- 2018 - ACE Eddie Awards[59]
  - Candidatura per il miglior montaggio in un film drammatico a Sidney Wolinsky
- 2018 - Art Directors Guild Awards[60][61]
  - Miglior scenografia in un film storico a Paul D. Austerberry
- 2018 - Producers Guild of America Awards[62][63]
  - Darryl F. Zanuck Award al miglior film
- 2018 - National Society of Film Critics[64]
  - Miglior attrice a Sally Hawkins
  - Candidatura per il miglior attore non protagonista a Michael Stuhlbarg
- 2018 - ASC Awards[65]
  - Candidatura per la miglior fotografia a Dan Laustsen
- 2018 - Costume Designers Guild Awards[66][67]
  - Migliori costumi in un film storico a Luis Sequeira
- 2018 - GLAAD Media Awards[68]
  - Candidatura per il miglior film della grande distribuzione

## Casi mediatici
A inizio 2018, il film venne accusato di plagio dal drammaturgo Paul Zindel, che citò in giudizio del Toro e la Fox Searchlight; secondo Zindel, la pellicola è un plagio della sua opera Let Me Hear You Whisper (1969), in cui Helen, la custode di un laboratorio governativo, entra in contatto con un delfino intelligente e decide di liberarlo. Nel luglio 2018, il giudice respinse le accuse con la motivazione che "le somiglianze tra le opere riflettono molti aspetti di altri film incentrati sul rapporto tra umani e creature animali". Nel giugno 2020, l'accusa fu riformulata e, nell'aprile 2021, del Toro venne completamente assolto.
Il film fu accusato di plagio anche dal regista Jean-Pierre Jeunet, secondo il quale del Toro, per la scena di ballo tra Sally Hawkins e Richard Jenkins, avrebbe copiato il film Delicatessen; nel 2018, la pellicola fu accusata di aver copiato anche il cortometraggio olandese del 2015 The Space Between Us, ma l'Accademia del Cinema Olandese negò l'accusa.